# Динара (царица)
Святая царица Динара (груз. წმინდა დინარა დედოფალი) — грузинская царица X века из династии Багратионов и регент Эретинского царства. Динара являлась дочерью Адарнасе III, князя Верхнего Тао. Согласно «Картлис Цховреба», царица Динара вместе со своим сыном Ишхани обратила Эрети в православие.

## В России
В летописях Русской Церкви хранятся сведения об Иверской царице Динаре. Согласно Мовсесу Каганкатваци, славянские племена нередко устраивали набеги в Закавказье, и, по всей видимости, через них и донеслись в Россию сведения об Иверской царице Динаре.
В Московском Кремле, на северной стене Тронного зала, изображена верхом на белом коне Святая царица Динара.
Грузинская Церковь чтит память «Святой Царицы Динары» 30 июня.